# Zákupské sportovní hry

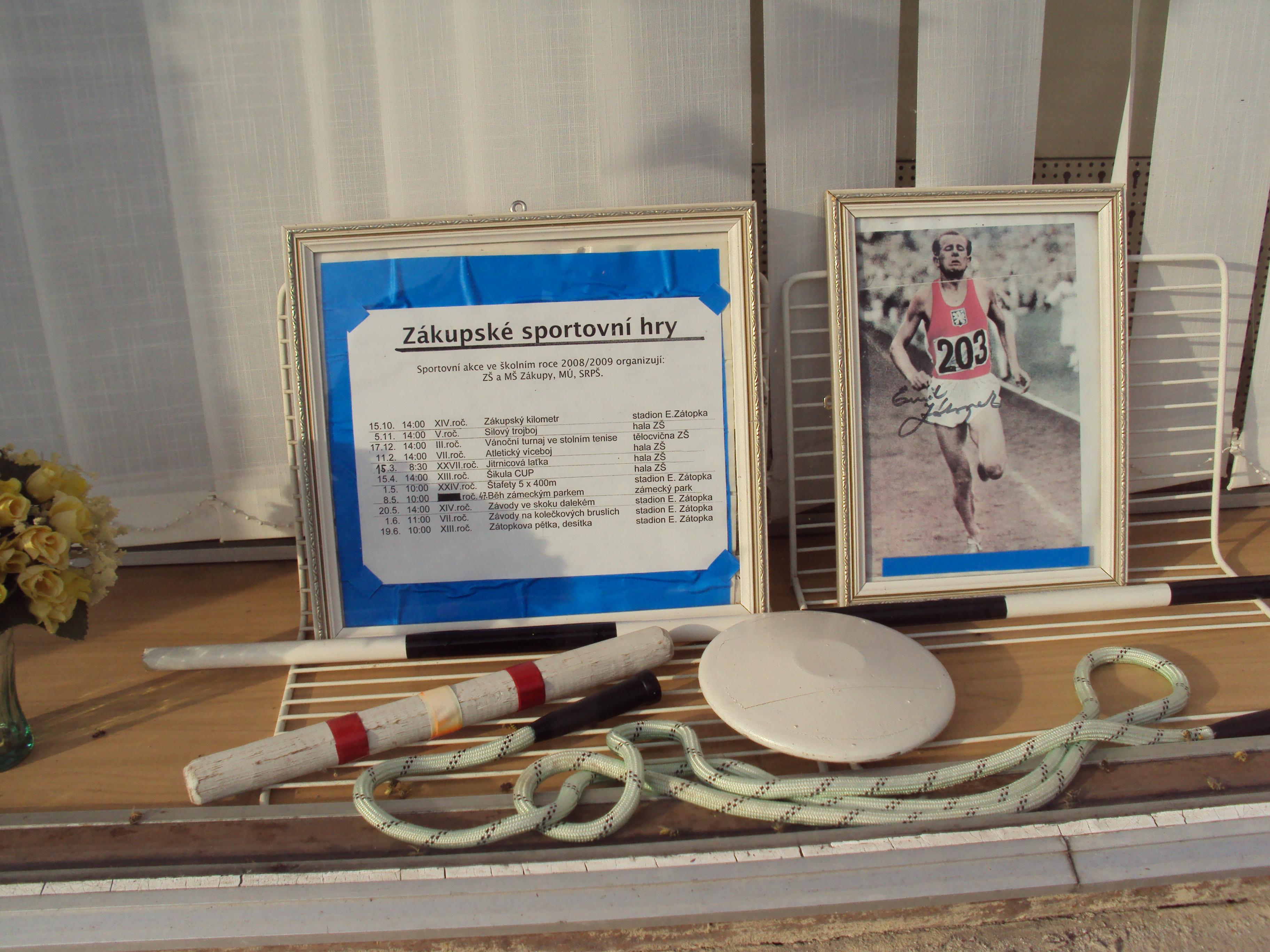
Propagační výloha sportovních her

Zákupské sportovní hry jsou programem řady sportovních akcí v Zákupech. Pořadatelem je nyní zejména škola. Sestava zařazených soutěží se postupně změnila, i její zaměření a místa pořádání. 

## Ročník 2000
Organizátoři MěÚ, SRPŠ, AŠSK, ZŠ a MŠ, TJ ASPV. Jmenovitě Lípová, Stahl, Carda, Kopřiva. 
Devět zařazených soutěží / účast:
- 18. ročník Jitrnicové laťky – školní tělocvična – březen 2000. Účast 146 startujících, děti i dospělí. [2]
- 15. ročník Běh kolem Kamenického vrchu – duben 2000. Účast 162 startujících, děti i dospělí ze škol i TJ.
- 3. ročník Turnaj malé kopané – stadion – duben 2000
- 15. ročník Štafety 5x400 m – stadion – květen 2000. Účast 39 štafet, školy ze Zákup a České Lípy.
- 38. ročník Běh zámeckým parkem – květen 2000. Účast 100 startujících dětí zákupské školy[3]
- 5. ročník Závod ve skoku dalekém – květen 2000
- 5. ročník Atletický dvojboj – stadion – září 2000
- 5. ročník Zátopkova desítka (štafetový běh)– stadion – září 2000, startovalo 50 žáků a učitelů II.stupně zákupské školy. Zároveň se běžel štafetový běh Zátopkova pětka s účastí 50 žáků a učitelek I. stupně.[4]
- 5. ročník Zátopkův kilometr – stadion – říjen 2000.

## Ročník 2001
Organizátoři jako v roce předchozím.
Dvanáct zařazených soutěží:
- 1. ročník Závody v rychlobruslení – stadion ZŠ – leden 2001
- 2. ročník Turnaj ve florbale – školní tělocvična – únor 2001
- 19. ročník Jitrnicová laťka – školní tělocvična – březen 2001
- 16. ročník Běh kolem Kamenického vrchu – duben 2001
- 16. ročník Štafety 5 x 400 m, stadion ZŠ – květen 2001
- 39. ročník Běh zámeckým parkem – květen 2001
- 6. ročník Závody ve skoku dalekém – stadion ZŠ – květen 2001
- 2. ročník MS závody s obručemi – stadion ZŠ – červen 2001
- 6. ročník Atletický dvojboj – stadion ZŠ – září 2001
- 2. ročník Zátopkova pětka - stadion ZŠ – září 2001
- 6. ročník Zátopkova desítka - stadion ZŠ – září 2001
- 6. ročník Zákupský kilometr - stadion ZŠ – říjen 2001[5]

## Ročník 2013 / 2014
Organizátoři: ZŠ a MŠ Zákupy, MÚ, SRPŠ
Deset zařazených soutěží:
- 13. ročník Zátopkova pětka, Zátopkova desítka – štafetový běh dětí na školním stadionu – září 2013
- 15. ročník Zákupský kilometr, štafetový běžecký závod dětí na školním stadionu – říjen 2013. V obou štafetových bězích celkem 175 dětí v 7 štafetách.
- 10. ročník Silový trojboj, sportovní hala – listopad 2013, zapojilo se 82 školních dětí
- 8. ročník Vánoční turnaj ve stolním tenise – školní tělocvična – prosinec 2013
- 12. ročník Atletický víceboj – sportovní hala – únor 2014, účast 93 závodníku školy
- 32. ročník Jitrnicová laťka – sportovní hala – březen 2014, 85 závodníků nejen děti ze zákupské školy, vyhrál Jakub Janda 190 cm
- 18. ročník Šikula CUP – sportovní hala – duben 2014, 86 skokanů, nejvíc Jan Štummer 640
- 29. ročník Májové štafety 5 x 400 m – školní stadion – duben 2014, 61 štafet, 305 dětí
- 52. ročník Běh zámeckým parkem – květen 2014
- 18. ročník Závody ve skoku dalekém – školní stadion – květen 2014, závodilo 61 dětí, vyhrál Lukáš Herpach 538 cm

Do her se v uvedeném školním roce zapojilo 163 dětí ze všech tříd zákupské školy.

## Podrobněji k soutěžím
Propozice soutěží se časem změnily. V letech 2012 až 2014 je náplň soutěží zhruba tato: 
- Šikula cup - závody dvojic dětí v přeskocích švihadla, organizováno ve sportovní hale.[8]
- Zátopkova pětka - štafetový běh 25 dětí z I. stupně školy, úseky po 200 metrech, běhá se na školním stadionu
- Zátopkova desítka - štafetový běh 25  dětí z II. stupně školy, úseky po 400 metrech, běhá se na školním stadionu.[9]
- Silový trojboj - disciplíny jsou člunkový běh, hod medicinbalem a sedy-lehy. Závodí se ve sportovní hale.[10]